# SŽD-Baureihe П34
Die SŽD-Baureihe П34 (deutsche Transkription P34) war eine Dampflokomotive der Sowjetischen Eisenbahnen (SŽD) in Breitspurbauweise, ausgeliefert 1948. Sie war als Besonderheit mit einem Triebwerk der Bauart Mallet ausgestattet und galt als Versuchslokomotive für die Entwicklung von starken Dampflokomotiven nach der Zeit des Zweiten Weltkriegs bei den SŽD bei einer Reibungsmasse von 115 t. Die Dampflokomotive blieb ein Einzelexemplar und fand keine Verbreitung. Als Weiterentwicklung dieser Lokomotive erfolgte mit der SŽD-Baureihe П38 1954 die schwerste Dampflokomotive der SŽD.

## Vorgeschichte
Nach der Beendigung des Großen Vaterländischen Krieges fand in der Sowjetunion ein Wachsen des Güterverkehres im Zusammenhang mit der Wiederherstellung der Volkswirtschaft statt. Das verlangte kräftigere Lokomotiven, als es die zu der Zeit eingesetzten Maschinen der SŽD waren (Reihen CO und Л). Viele Experten über den Eisenbahntransport verstanden damals, dass das Wachsen des Güterverkehres würde weitergehen, was stärkere Lokomotiven verlangte. Die Erneuerung der Produktion der SŽD-Baureihe ФД schied aufgrund einiger Konstruktionsmängel aus (schwaches Fahrgestell, niedriger Wirkungsgrad des Dampfkessels).
Zu der Zeit wurde auf den meisten Hauptlinien der SŽD stärker belastbare Schienen der Type P 50 (Belastung 50 kg/m) verlegt, was das Hochheben des Achsdruckes der Lokomotiven bis 23 t erlaubte. Bei der ФД betrug er noch 20 t. 1946 empfahl eine Kommission für die Wahl neuer Lokomotivtypen unter Vorsitz von Sergej Petrovitsch Suichomjatnikov die Notwendigkeit für den Beginn der Arbeiten für die Projektierung und Auslieferung einer bestimmten Anzahl Dampflokomotiven mit einer Reibungsmasse von 112 bis 115 t. Diese Lokomotiven sollten fünf Antriebsachsen und eine Achslast von 22,5 bis 23 t besitzen.
Für die Projektierung der neuen Dampfloks wurden die Lokomotivfabrik Ulan-Ude, die Lokomotivfabrik Luhansk und die Lokomotivfabrik Kolomna beauftragt. Für die Projektierung der neuen Dampflok ergaben sich bei den Werken verschiedene Lösungsansätze. So stellte die Lokomotivfabrik Ulan-Ude eine Dampflokomotive auf der Grundlage der Reihe ФД vor, verstärkt in einigen Bereichen der Konstruktion und ausgerüstet mit einem neuen Kessel. Die Arbeiten fanden ihren Abschluss mit der Fertigung der Reihe УУ.
Die Konstrukteure der Lokomotivfabrik Luhansk verwendeten ein ganz anderes Shema bei der Konstruktion der Dampflokomotive. Sie verwendeten eine Konstruktion, um die Kompliziertheit der Dampfmaschine in einigen Teilen zu vereinfachen. Bei dieser Lokomotive wurde das sogenannte Brown-Triebwerk verwendet, bei der der Kreuzkopf entfallen konnte und außerdem die hin- und hergehenden Massen verringert werden konnten. Der Zylinder der Dampfmaschine arbeitet auf einen Übertragungshebel, dieser übergibt die Drehbewegungen auf die Achsen weiter. Die Wirkungsweise der Steuerung ist gut aus der Internetseite zu ersehen. Es erschien bei ihnen die Lokomotive der Baureihe ОР23.

## Projektierung und Bau
Die Konstrukteure der Lokomotivfabrik Kolomna gingen bei ihrer Konstruktion von der Überlegung aus, die neue Lokomotive freizügig mit einer Achslast von 18 bis 20 t einzusetzen. Um die die dadurch zu erhöhenden Anzahl der Achsen nicht zu einer Unbeweglichkeit der Lokomotive zu führen, wählten sie eine Konstruktion der Bauart Mallett, oder besser gesagt, einer Einfachexpansions-Gelenklokomotive mit zwei Triebwerken und vier Zylindern. 1948 erschien die Lokomotive und wurde zusammen mit den gleichzeitig entstandenen ОР23 und УУ auf der Donezka Salisnyzja erprobt. Dabei wurde die Lokomotive mit Lasten bis zu 3500 t im Zugdienst zusammen mit einer ФД erprobt und zeigte größere Zugkräfte und einen ruhigen Leerlaufgang. Die Lokbrigade lobte dabei den ruhigen Gang der Lokomotive in der Gerade und in Gleisbögen. Die Schwachstelle der Mallet-Lokomotiven, die kugelförmige Verbindung zwischen dem festen und dem beweglichen Triebwerk, war bei der Lokomotive gut gelöst. Insgesamt erwies sich die Lokomotive aber als weniger ökonomisch und wartungsintensiver als ihre Schwestern, so dass auf ihren Weiterbau verzichtet wurde. In den normalen Dienst kam sie ebenfalls nicht, da sie in der Instandhaltung komplizierter als die Reihe УУ war.
Ausmusterungsdaten und Verbleib der Lokomotiven gehen aus der Literature nicht hervor.